# 蓮華寺 (山県市)

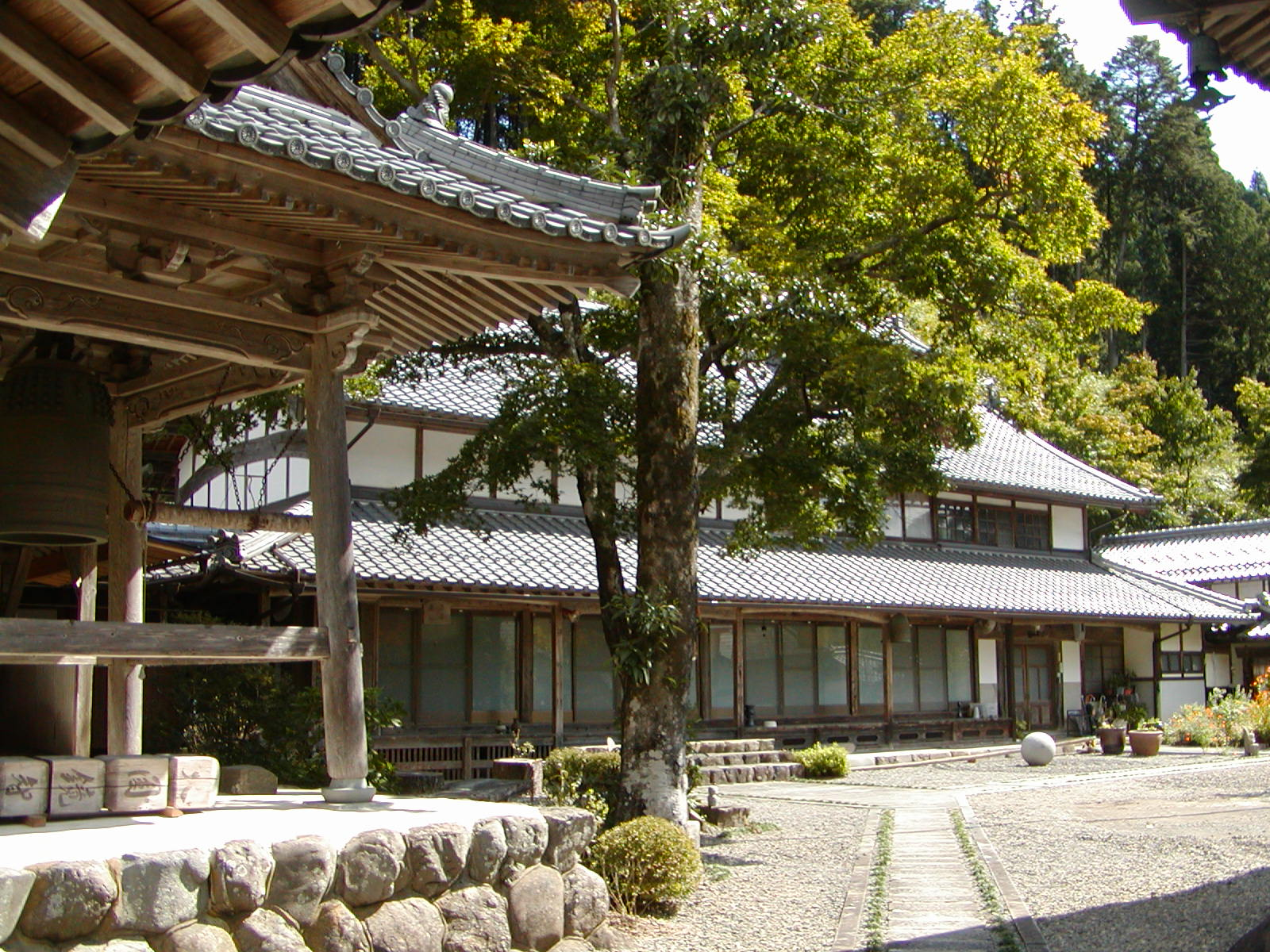
蓮華寺 2010年9月

蓮華寺（れんげじ）は、岐阜県山県市葛原にある臨済宗妙心寺派の寺院。山号は天王山。本尊は聖観音菩薩。

## 由緒
延喜年間（901年 - 923年）地元の長者の開基により創建されたと伝えられる。もとは天王ヶ尾山にあったが、1582年（天正10年）山麓に移され、江戸時代の1805年（文化2年）現在地に移された。

## 所在地
岐阜県山県市葛原3248

## その他
- 毎年8月下旬には水子供養祭が行われる。